# Gerhard Garnier
Gerhard Garnier (* um 1110; † spätestens 1171) war als Gerhard von Sidon Graf von Sidon.
Er folgte seinem Vater Eustach I. Garnier als Graf von Sidon, sein Zwillingsbruder Walter I. Garnier erbte die Herrschaft Caesarea.
Der Chronist Wilhelm von Tyrus nennt ihn aus unbekanntem Grund teilweise
Eustach II. Garnier bzw. Eustach der Jüngere.
Er heiratete Agnes von Bures, Tochter des Wilhelm I. von Bures, Fürst von Galiläa, Witwe des Rainer Brus, Herr von Banias. Mit ihr hatte er zwei Söhne, Rainald (* 1133; † 1204) und Walter (* 1137) und eine Tochter, die Wilhelm, den Herrn von Nephin, heiratete.
1139 erhielt er die Burg Beaufort, an der Straße von Tyrus nach Damaskus, die König Fulko erobert hatte.
1153, während der Belagerung von Askalon nahm er als Kommandeur einer Flotte von 15 Galeeren teil, die die Stadt blockieren sollte.
Er wird 1165 letztmals urkundlich genannt, sein Sohn und Nachfolger Rainald wird erstmals 1171 als neuer Herr von Sidon erwähnt.